# Auguste Chevrolat
Louis Alexandre Auguste Chevrolat (Parijs, 29 maart 1799 - Parijs, 16 december 1884) was een Frans entomoloog. Hij specialiseerde zich in kevers. Hij publiceerde de beschrijving van ongeveer 2000 keversoorten. 
Chevrolat was een amateur-entomoloog; beroepshalve werkte hij net als zijn vader bij het Parijse octroi (accijnshuis). Hij was reeds vroeg geïnteresseerd in natuurwetenschappen, en verzamelde vogels en insecten. Hij besloot zich toe te leggen op kevers en kreeg daarbij hulp en advies van bekende entomologen waaronder Latreille en Dejean. In 1832 was hij een van de stichtende leden van de Société Entomologique de France. In 1874 werd hij er erelid van. 
Hij publiceerde meer dan 180 artikels, vooral in de tijdschriften Annales de la Société Entomologique de France en Magasin Zoologique.  Van zijn laatste werk, "Calandrides: Nouveaux genres et nouvelles espèces, observations synonymiques, doubles emplois de noms de genres et d'espèces, etc." verscheen het eerste deel in de Annales van 1883. De drie volgende delen werden postuum gepubliceerd.